# Михальково (Ярославская область)
Михальково — деревня в Брейтовском районе Ярославской области России. 
В рамках организации местного самоуправления входит в Брейтовское сельское поселение, в рамках административно-территориального устройства — в Брейтовский сельский округ.

## География
Расположена на северо-западе Ярославской области, в отделённой Рыбинским водохранилищем северо-восточной части района (Дарвинский заповедник), в междуречье рр. Островская и Ятвина, в 2—2,5 километрах от их впадения в это водохранилище.
Находится в 160 километрах к северо-западу от Ярославля и в 45 километрах к северу от райцентра, села Брейтово.
В полукилометре к северо-западу от Михальково на берегу реки Островской расположена деревня Захарино.

## История
В конце XIX — начале XX века деревня входила в состав Грязливецкой волости Мологского уезда Ярославской губернии.
С 1929 года деревня входила в состав Бобровского сельсовета Мологского района, с 1932 года — в составе Ермаковского района, с 1941 года — в составе Брейтовского сельсовета Брейтовского района, с 2005 года — в составе Брейтовского сельского поселения.

## Население
| 1859 | 1914 | 2002 | 2007 | 2010 |
| ---- | ---- | ---- | ---- | ---- |
| 213  | ↗261 | ↘97  | ↘85  | ↘74  |

Согласно результатам переписи 2002 года, в национальной структуре населения русские составляли 98 % из 97 жителей.

## Достопримечательности
В деревне расположена недействующая Никольская церковь (1792), ранее относившаяся к селу Захарино.